# Taplasaari
Taplasaari, nordsamiska: Täbbláásuáloi, är en ö i Finland. Den ligger i sjön Enare träsk och i kommunen Enare i landskapet Lappland, i den norra delen av landet, 1 000 km norr om huvudstaden Helsingfors. Öns area är 3,91 kvadratkilometer och dess största längd är 3,2 kilometer i öst-västlig riktning.